# Arabisches Einheitsstreben
Arabisches Einheitsstreben, das Streben nach der Einheit (wahda) des arabischen Vaterlandes (watan), ist eines der Hauptanliegen des arabischen Nationalismus bzw. Panarabismus, vor allem seiner nasseristischen und baathistischen Vertreter. Auf den libyschen Revolutionsführer Muammar al-Gaddafi gehen zahlreiche Versuche zum Zusammenschluss mit anderen arabischen Staaten zurück. Die Varianten reichen von der Vereinigung der politischen Führung zweier oder dreier Staaten über Konföderationen und Föderationen bis zum Einheitsstaat. Trotz einiger dynastischer Aspekte (bis 1958) hat das Einheitsstreben vor allem einen antikolonialistischen Charakter. Faktisch alle Projekte scheiterten an den Rivalitäten ihrer politischen Führer, faktisch wurde keines verwirklicht. Die meisten Projekte kamen über die Ankündigung eines Vorschlages kaum hinaus.
Die Hochphase dieses Einheitsstrebens liegt zwischen 1920 (erster Pansyrischer Kongress) und 1990 (Einheit Jemens, aber Scheitern der libysch-sudanesischen Union bzw. der irakischen Annexion Kuwaits).

## Vorübergehend erfolgreiche Bemühungen
- 1958–1961 Vereinigte Arabische Republik (VAR): Zusammenschluss Ägyptens und Syriens in einer Union, durch den konföderativen Anschluss des Königreichs Nordjemen werden daraus die Vereinigten Arabischen Staaten. Verhandlungen über den Beitritt des revolutionären Irak zur Union bzw. zur Konföderation scheitern 1959.
- 1958 Arabische Föderation: dagegen die Vereinigung der haschemitischen Königreiche Irak und Jordanien als Gegengewicht zur VAR. Großbritannien kündigt die Übergabe Kuwaits an die Föderation an. Sie zerbricht nach kaum sechs Monaten an der Revolution im Irak.

## Gescheiterte Projekte oder Vorschläge

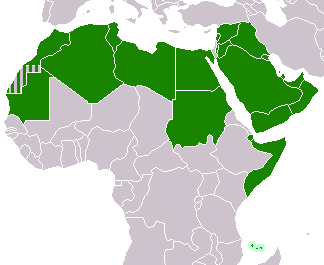
Länder der Arabischen Welt

Von Libyen 1969 bis 1994 ausgehendes Einheitsstreben: mit einigen Staaten kam es zu mehrfachen Einigungsversuchen (dreimal mit Ägypten und Sudan; zweimal mit Syrien; je einmal mit Marokko, Algerien, Tunesien, Malta, Tschad und Palästina)

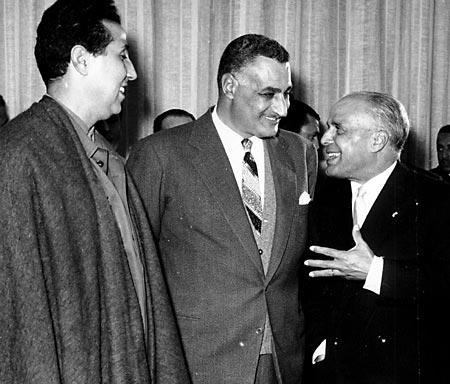
Die Präsidenten Algeriens (Ben Bella, links), Ägyptens (Nasser, Mitte) und Tunesiens (Bourguiba, rechts) 1963 beim Gipfeltreffen der Arabischen Liga: Bourguiba opponierte gegen Nassers Nahostpolitik, dessen Sozialismus und Panarabismus sowie gegen Nassers Nachfolger Sadat

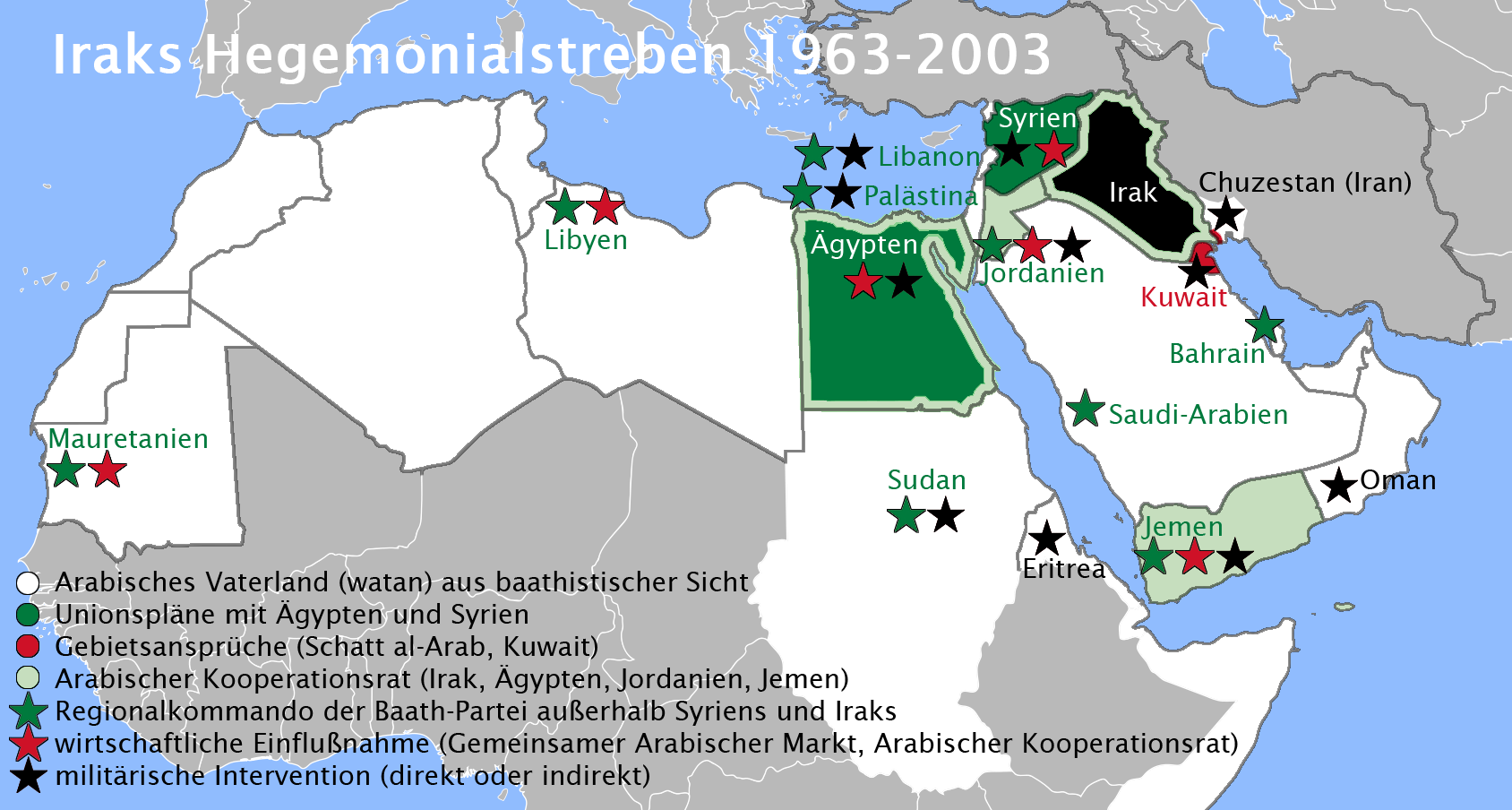
Ideologische, wirtschaftliche, politische und militärische Expansionsbestrebungen des baathistischen Irak 1963–2003

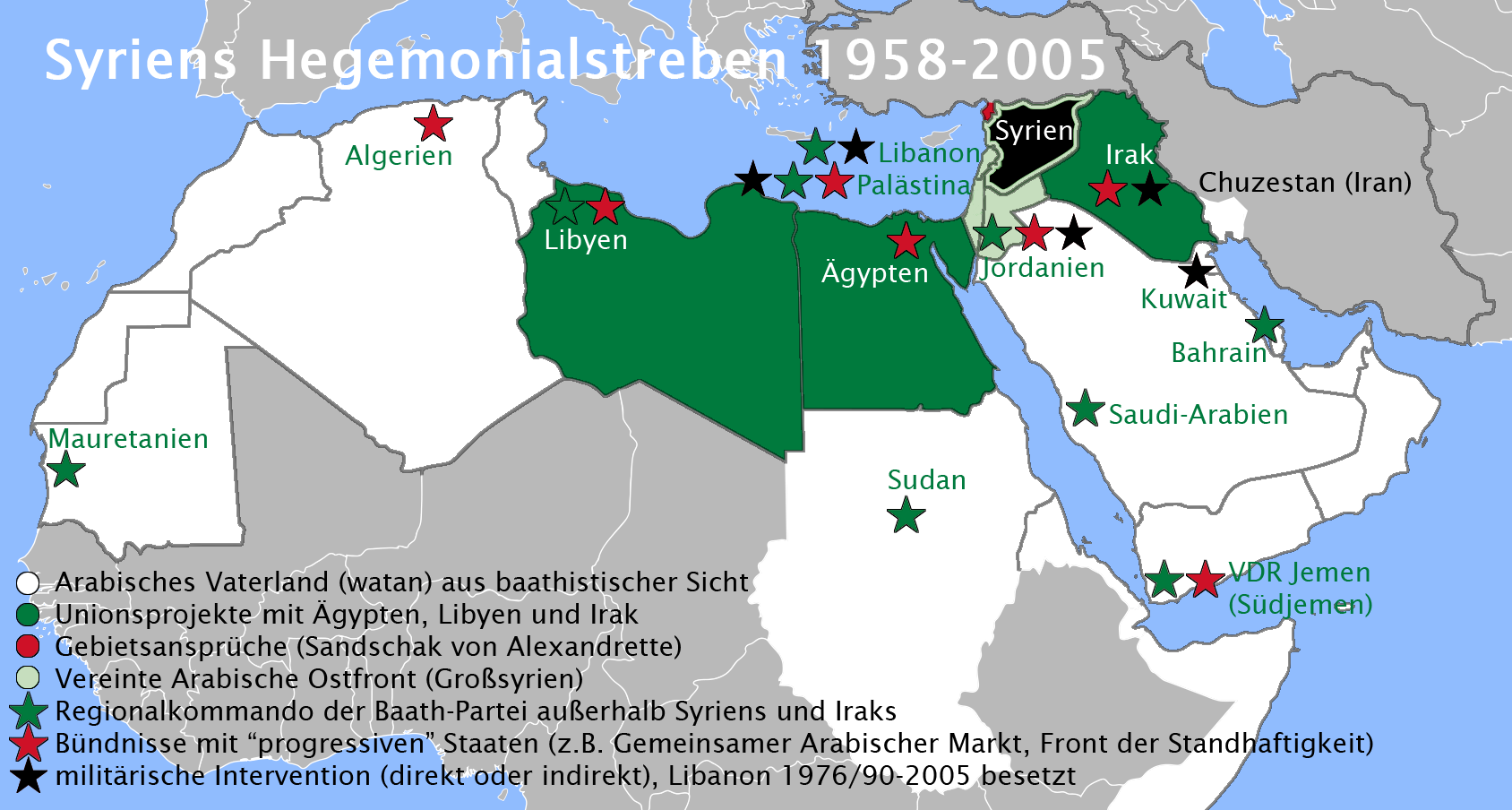
Ideologische, wirtschaftliche, politische und militärische Expansionsbestrebungen des baathistischen Syrien 1958–2005

| Zeitraum         | Projekt                                  | Beteiligte                                                                      | Ziel |
| 1946–1948        | Großsyrien                               | Jordanien, Libanon, Palästina, Syrien                                           | Vereinigungspläne des transjordanischen Königs Abdallah scheitern an den Parlamenten Libanons und Syriens, Jordanien besetzt aber Teile Palästinas |
| 1943–1951        | Arabische Union                          | Irak, Syrien (Großsyrien)                                                       | Pläne des irakischen Premiers Nuri as-Said (1943) bzw. syrischer Putschisten (1949) zum Anschluss Syriens (und Jordaniens) an den Irak scheitern an syrischen Gegenputschen |
| 1952–1956        | Einheit des Niltals                      | Ägypten, Sudan                                                                  | Anspruch Ägyptens auf den Anglo-Ägyptischen Sudan |
| 1960–1962        | Großmarokko                              | Marokko, Mauretanien, Algerien                                                  | 1960–1961 unterstützte die Arabische Liga den Anspruch des Sultans bzw. Königs in Rabat auf den Anschluss Mauretaniens an Marokko, welchen Frankreich ablehnte. Marokkos Ansprüche auf Algerien hingegen wurden 1961–1962 von der Arabischen Liga zurückgewiesen, von Frankreich aber unterstützt. |
| 1961             | Vereinigter Irak                         | Irak, Kuwait                                                                    | Großbritannien und eine Interarabische Sicherheitstruppe verhindern den Anschluss Kuwaits an den Irak, Kuwait wird unabhängig. |
| 1963             | Vereinigte Arabische Republik            | Ägypten, Irak, Syrien                                                           | politisch-militärisch-wirtschaftliche Föderation zwischen Ägypten, Syrien und dem Irak, scheitert nach nasseristischem Putschversuch in Syrien |
| 1964–1966        | Vereinigte Arabische Republik            | Ägypten, Irak                                                                   | Vereinigte Politische Führung zur allmählichen wirtschaftlichen, politischen und militärischen Verflechtung, scheitert nach nasseristischen Putschversuchen im Irak |
| 1964–1967        | Vereinigte Arabische Republik            | Ägypten, Nordjemen                                                              | Vereinigte Politische Führung zur allmählichen wirtschaftlichen, politischen und militärischen Verflechtung, Nasser lehnt schnellen Anschluss ab, faktisch jedoch ist Nordjemen unter ägyptischer Kontrolle                                                                                        |
| 1964–1965        | Gemeinsamer Arabischer Markt             | Ägypten, Irak, Jordanien, Syrien                                                | Nasser warnt 1965 vor einer zu schnellen arabischen Vereinigung ohne vorherige wirtschaftliche Integration, Kuwait nimmt vom geplanten Beitritt Abstand |
| 1964–1970        | Union des Arabischen Maghreb             | Algerien, Libyen, Marokko, Tunesien                                             | wirtschaftliche Integration, gemeinsamer Markt |
| 1965             | Vereinigte Arabische Republik            | Ägypten, Schardscha                                                             | Suche des Emirs von Schardscha und Nassers nach einem Bündnis gegen Großbritannien und Saudi-Arabien |
| 1967–1968        | Einheitsstaat der sozialistischen Araber | Ägypten, Algerien, Irak, Syrien                                                 | Aufforderung des links-baathistischen Präsidenten Atassi an sozialistisch-orientierte Regimes, sich mit Syrien zusammenzuschließen, scheitert mit dem rechts-baathistischen Putsch im Irak |
| 1968             | Föderation Arabischer Emirate            | die späteren VAE, Katar und Bahrain                                             | wirtschaftliches, politisches und militärisches Bündnis der Golfemirate gegen Saudi-Arabien und Iran nach Ende des britischen Protektorats |
| 1969             | Vereinigte Arabische Republik            | Ägypten, Irak, Syrien                                                           | syrische Unionspläne mit Ägypten und anderen revolutionären Staaten, irakische Unionspläne mit Syrien und anderen arabischen Staaten, letztlich nur syrisch-irakisches Militärbündnis |
| 1969–1970        | Revolutionäre Arabische Front            | Ägypten, Libyen, Sudan                                                          | wirtschaftliches, politisches und militärisches Bündnis als Vorstufe einer späteren Föderation |
| 1971–1973        | Föderation Arabischer Republiken         | Ägypten, Libyen, Syrien                                                         | wirtschaftliches, politisches, militärisches und kulturelles Bündnis als Vorstufe eines Bundesstaates, innerhalb desselben ägyptisch-libyscher Einheitsstaat geplant |
| 1972             | Libysch-Maltesische Bundesrepublik       | Libyen, Malta                                                                   | wirtschaftliches, politisches und militärisches Bündnis |
| 1972–1977        | Jemenitische Volksrepublik               | Jemenitische Arabische Republik (JAR), Volksdemokratische Republik Jemen (VDRJ) | Erster Anlauf zur „Wiedervereinigung“ Nordjemens (JAR) und Südjemens (VDRJ) |
| 1972–1974        | Vereinigtes Arabisches Königreich        | Jordanien, Palästina                                                            | Personalunion als Teil eines Friedens mit Israel, der Vorschlag des jordanischen Königs wird von Palästinensern, Israel und Arabischer Liga zurückgewiesen |
| 1972             | Vereinigte Arabische Republik            | Ägypten, Irak, Syrien, PLO                                                      | der irakische Unionsvorschlag kollidiert mit der FAR, daher Einladung an Irak zum Beitritt zur Föderation |
| 1972–1974        | Arabische Islamische Republik            | Libyen, Tunesien                                                                | 1972 Einladung Tunesiens zum Anschluss an die FAR, 1973 Vorschlag Tunesiens zur Vereinigung mit Algerien und Libyen, 1974 libysch-tunesischer Einheitsstaat scheitert an der Neo-Destur-Partei |
| 1975–1976        | Oberster Politischer Kommandorat         | Jordanien, Syrien                                                               | wirtschaftliche, politische und militärische Integration scheitert an syrischer Wiederhinwendung zu Ägypten |
| 1976–1977        | Föderation Arabischer Republiken         | Ägypten, Sudan, Syrien                                                          | Vereinigte Politische Führung zur Vorbereitung eines ägyptisch-syrischen Einheitsstaats innerhalb einer Ägyptisch-Syrisch-Sudanesischen Föderation scheitert an Sadats Jerusalem-Besuch |
| 1978–1979        | Charta der gemeinsamen nationalen Aktion | Irak, Syrien                                                                    | wirtschaftliche, politische, militärische und ideologische Union der beiden baathistischen Staaten scheitert an irakischer Forderung nach Wiedervereinigung der Baath-Partei |
| 1979–1982        | Jemenitische Volksrepublik               | Jemenitische Arabische Republik (JAR), Volksdemokratische Republik Jemen (VDRJ) | Zweiter Anlauf zur „Wiedervereinigung“ Nordjemens (JAR) und Südjemens (VDRJ), gemeinsame Verfassung |
| 1980             | Organische Union                         | Libyen, Syrien                                                                  | sozialistischer Einheitsstaat scheitert an syrischer Militärbürokratie |
| 1981, 1983–84    | Dschamahirija                            | Libyen, Tschad                                                                  | zunächst Plan einer Union (1981), später einer Konföderation (1983–1984), scheitert an französischer Intervention, doch die Nordhälfte des Tschad steht bis 1987 faktisch unter libyscher Kontrolle                                                                                                |
| 1982–1985        | Integrale Union                          | Ägypten, Sudan                                                                  | wirtschaftliche, militärische und politische Verflechtung scheitert am Umsturz im Sudan |
| 1982–83, 1985–86 | Konföderation Arabischer Staaten         | Jordanien, Palästina                                                            | Das geplante Bündnis scheitert am Streit um die Staatsform (Föderation oder Personalunion) und der Blockade Israels |
| 1983             | Union des Arabischen Maghreb             | Algerien, Mauretanien, Tunesien                                                 | wirtschaftliches und militärisches Bündnis gegen Marokko |
| 1984–1986        | Arabisch-Afrikanische Föderation         | Libyen, Marokko                                                                 | wirtschaftliches und politisches Bündnis gegen die algerisch-mauretanisch-tunesische Allianz scheitert an marokkanischen Israel-Kontakten |
| 1986–1987        | Arabische Union                          | Libyen, Sudan                                                                   | wirtschaftliche und politische Verflechtung scheitert an der inneren Zerrissenheit Sudans |
| 1987             | Arabische Union                          | Algerien, Libyen                                                                | wirtschaftliche und politische Verflechtung scheitert an algerischen Bedenken |
| 1988             | Konföderation Arabischer Staaten         | Libyen, Palästina                                                               | wirtschaftliches und politisches Bündnis |
| 1988–1989        | Vereinigte Arabische Front               | Irak, Syrien                                                                    | Militärbündnis gegen Israel, scheitert am syrisch-irakischen Gegensatz im Libanon-Konflikt |
| 1989–1990        | Arabischer Kooperationsrat               | Ägypten, Irak, Jordanien, Nordjemen                                             | wirtschaftliches und politisches Bündnis gegen den Golfkooperationsrat, Syrien tritt wegen des Libanon-Konflikts nicht bei, scheitert am ägyptisch-irakischen Gegensatz im Kuwait-Krieg |
| 1990–1991        | Vereinigter Irak                         | Irak, Kuwait                                                                    | Der Irak besetzt und annektiert die „Volksrepublik Kuwait“, der Anschluss wird international und völkerrechtlich nicht anerkannt |
| 1990–1994        | Integrale Union                          | Libyen, Sudan                                                                   | politische, wirtschaftliche, militärische und ideologische Verflechtung, Einladung an Ägypten (1990) und Irak (1994) |
| 1991–1993        | Konföderation Arabischer Staaten         | Jordanien, Palästina                                                            | gemeinsame Delegation bei der Madrider Konferenz als erster Schritt für eine politische und wirtschaftliche Integration |

## Einzig vollzogene Projekte
- 1971 Vereinigte Arabische Emirate (VAE), ohne Katar und Bahrain
- 1990 Jemen: Nord- und Südjemen (1967, 1972/73, 1977 und 1980/81 misslungene Anläufe, 1994 Sezessionsversuch)

## Lockere Wirtschaftsbündnisse
- 1945 Arabische Liga: Ägypten, Algerien (seit 1962), Bahrain (seit 1971), Dschibuti (seit 1977), Irak, Jemen, Jordanien, Katar (seit 1971), Komoren (seit 1993), Kuwait (seit 1961), Libanon, Libyen (seit 1953), Marokko (seit 1958), Mauretanien (seit 1973), Oman (seit 1971), Palästina (seit 1976), Saudi-Arabien, Somalia (nicht-arabisches Land, seit 1974), Sudan (seit 1956), Syrien, Tunesien (seit 1958), Vereinigte Arabische Emirate (seit 1971)
- 1981 Golfkooperationsrat (GCC): Saudi-Arabien, Oman, VAE, Kuwait, Katar, Bahrain
- 1989 Union des (großen) Arabischen Maghreb (UAM): Libyen, Marokko, Algerien, Tunesien und Mauretanien